# Le Grand Quiz
 (avril 2022).
- Si vous ne connaissez pas le sujet, laissez ce bandeau (vous pouvez alors contacter les auteurs).
- Si vous supprimez le contenu mis en cause (vous pouvez préalablement contacter les auteurs),

argumentez précisément cette suppression dans la page de discussion
(un manque de référence n'est pas un argument ; une recherche réelle de référence doit avoir été effectuée, être formellement documentée).
 (juillet 2025).
Si vous disposez d'ouvrages ou d'articles de référence ou si vous connaissez des sites web de qualité traitant du thème abordé ici, merci de compléter l'article en donnant les références utiles à sa vérifiabilité et en les liant à la section « Notes et références ».
Le Grand Quiz est une émission de télévision de divertissement présentée par Hélène Mannarino depuis le 23 juillet 2021 sur TF1. L'émission est produite par Adventure Line Productions.

## Règle du jeu
Le but du jeu est de répondre à 40 questions de culture générale sur un sujet (permis de conduire pour la première émission).
Environ 150 personnes sont présentes et classées dans 3 catégories différentes : 
- 18-34 ans
- 35-49 ans
- 50 ans et plus

## Liste des émissions
| No | Date de diffusion         | Thème de l'émission              | Célébrités 18-34 ans                          | Célébrités 35-49 ans                   | Célébrités 50 ans et +                    |
| -- | ------------------------- | -------------------------------- | --------------------------------------------- | -------------------------------------- | ----------------------------------------- |
| 1  | Vendredi 23 juillet 2021  | Spéciale permis de conduire      | Amandine Petit et Gwendal Marimoutou          | Julie Ferrier et Yoann Riou            | Chantal Ladesou et François Berléand      |
| 2  | Samedi 14 août 2021       | Spéciale culture télé            | Terence Telle et Edgar-Yves                   | Hélène Ségara et Christophe Licata     | Valérie Damidot et Alexia Laroche-Joubert |
| 3  | Vendredi 8 juillet 2022   | Spéciale Mémoire                 | Paul El Kharrat et Camille Cerf               | Florent Peyre et Vincent Desagnat      | Marianne James et Jean-Luc Lemoine        |
| 4  | Samedi 6 août 2022        | Spéciale Baccalauréat            | Elsa Bois et Diane Leyre                      | Jérémy Frérot et Anaïs Grangerac       | Daniel Russo et Caroline Diament          |
| 5  | Mercredi 28 décembre 2022 | Spéciale Année 2022              | Joyce Jonathan et Tom Villa                   | Julie de Bona et Manu Payet            | Chantal Goya et Laurent Mariotte          |
| 6  | Samedi 5 août 2023        | Le grand quiz : QI               | Carla Lazzari et Ilyes Djadel                 | Christophe Beaugrand et Frédérique Bel | Marie-Ange Nardi et Maurice Barthélemy    |
| 7  | Samedi 26 août 2023       | Spéciale Code de la route        | Nord                                          | Paris                                  | Sud                                       |
| 7  | Samedi 26 août 2023       | Spéciale Code de la route        | Gil Alma et Sébastien Thoen                   | Maëva Coucke et Karima Charni          | Titoff et Frédéric Diefenthal             |
| 8  | Samedi 21 juin 2025       | Spéciale Q.I : serez-vous HPI ?, | Enfants                                       | Parents                                | Grands-parents                            |
| 8  | Samedi 21 juin 2025       | Spéciale Q.I : serez-vous HPI ?, | Marie s'infiltre et Angélique Angarni-Filopon | Chris Marques et Anne Roumanoff        | Sophie Davant et Fabien Olicard           |
| 9  | Samedi 28 juin 2025       | Spéciale Q.I : serez-vous HPI ?, |                                               |                                        |                                           |
| 9  | Samedi 28 juin 2025       | Spéciale Q.I : serez-vous HPI ?, | Lucie Bernardoni et Charlotte Gaccio          | Jean-Luc Lemoine et Julie Zenatti      | Bruno Hourcade et Gérard Holtz            |

## Audiences
| Émission | Jour de diffusion         | Nombre de téléspectateurs | Part de marché | Part de marché | Classement des audiences | Réf.   |
| Émission | Jour de diffusion         | Nombre de téléspectateurs | (4ans et plus) | (FRDA-50)      | Classement des audiences | Réf.   |
| -------- | ------------------------- | ------------------------- | -------------- | -------------- | ------------------------ | ------ |
| 1        | Vendredi 23 juillet 2021  | 3 470 000                 | 21,6 %         | 32 %           | 1er                      | [ 9 ]  |
| 2        | Samedi 14 août 2021       | 1 900 000                 | 12,6 %         | 22,7 %         | 3e                       | [ 10 ] |
| 3        | Vendredi 8 juillet 2022   | 2 640 000                 | 16,2 %         | 27 %           | 2e                       | [ 11 ] |
| 3        | Vendredi 8 juillet 2022   | 2 140 000                 | 17,2 %         |                |                          | [ 11 ] |
| 4        | Samedi 6 août 2022        | 1 650 000                 | 10,6 %         | 17,3 %         | 3e                       | [ 12 ] |
| 4        | Samedi 6 août 2022        | 1 560 000                 | 13,2 %         |                |                          | [ 12 ] |
| 5        | Mercredi 28 décembre 2022 | 2 430 000                 | 11,8 %         | 21 %           | 2e                       | [ 13 ] |
| 5        | Mercredi 28 décembre 2022 | 2 080 000                 | 14,8 %         |                |                          | [ 13 ] |
| 6        | Samedi 5 août 2023        | 2 400 000                 | 14,6 %         | 26 %           | 3e                       | [ 14 ] |
| 6        | Samedi 5 août 2023        | 2 120 000                 | 16,3 %         |                |                          | [ 14 ] |
| 7        | Samedi 26 août 2023       | 2 480 000                 | 14,4 %         | 18,2 %         | 2e                       | [ 15 ] |
| 7        | Samedi 26 août 2023       | 2 340 000                 | 18,3 %         | 23,5 %         | 2e                       | [ 15 ] |
| 8        | Samedi 21 juin 2025       | 1 892 000                 | 13,6 %         | 33,9 %         | 2e                       | [ 16 ] |
| 8        | Samedi 21 juin 2025       | 1 580 000                 | 15,2 %         | 34,4 %         | 3e                       | [ 16 ] |
| 9        | Samedi 28 juin 2025       | 1 966 000                 | 12,8 %         | 25,7 %         | 3e                       | [ 17 ] |
| 9        | Samedi 28 juin 2025       | 1 630 000                 | 11,7 %         | 19,5 %         | 3e                       | [ 17 ] |

Légende :
- Plus hauts chiffres d'audience
- Plus bas chiffres d'audience